# テラー郡 (コロラド州)

コロラド州内の位置

テラー郡（Teller County）は、アメリカ合衆国コロラド州に位置する郡である。人口は24,710人（2020年）。郡庁所在地はクリプルクリークである。

## 地理
アメリカ合衆国統計局によると、この郡は総面積1,448 km2 (559 mi2) である。このうち1,443 km2 (557 mi2) が陸地で5 km2 (2 mi2) が水地域である。総面積の0.34%が水地域となっている。

## 人口動勢
2000年国勢調査で、この郡は人口20,555人、7,993世帯、及び5,922家族が暮らしている。人口密度は14/km2 (37/mi2) である。7/km2 (19/mi2) の平均的な密度に10,362軒の住宅が建っている。この郡の人種的な構成は白人94.92%、アフリカン・アメリカン0.55%、先住民0.97%、アジア0.58%、太平洋諸島系0.08%、その他の人種0.90%、及び混血2.00%である。この人口の3.49%はヒスパニックまたはラテン系である。
この郡内の住民は25.90%が18歳未満の未成年、18歳以上24歳以下が5.60%、25歳以上44歳以下が31.20%、45歳以上64歳以下が29.80%、及び65歳以上が7.50%にわたっている。中央値年齢は39歳である。女性100人ごとに対して男性は102.70人である。18歳以上の女性100人ごとに対して男性は100.90人である。
この郡の世帯ごとの平均的な収入は50,165米ドルであり、家族ごとの平均的な収入は57,071米ドルである。男性は37,194米ドルに対して女性は26,934米ドルの平均的な収入がある。この郡の一人当たりの収入 (per capita income) は23,412米ドルである。人口の5.40%及び家族の3.40%は貧困線以下である。全人口のうち18歳未満の6.90%及び65歳以上の4.20%は貧困線以下の生活を送っている。

## 都市及び町
- ウッドランドパーク (Woodland Park)
- クリプルクリーク（郡庁所在地）
- ビクター (Victor)
- Divide